# Třída D'Estienne d'Orves
Třída D'Estienne d'Orves (jinak též typ A69) je třída malých fregat francouzského námořnictva určených k protiponorkovým operacím v pobřežních vodách a ke službě v zámoří. Francouzi je tradičně označují jako avíza. Do služby ve francouzském námořnictvu bylo zařazeno celkem 17 jednotek této třídy v letech 1976–1984 a šest předchozích francouzských fregat zakoupilo Turecko jako korveta třídy Burak v listopadu 2000. Další dvě jednotky roku 1976 objednalo pro své námořnictvo Jihoafrická republika jako korvety, ale nebyly nikdy dodány kvůli uvalení mezinárodního embarga na prodej zbraní Jihoafrické republice. V roce 1978 plavidla zakoupila Argentina a přejmenovala je na korveta třídy Drummond, později Argentina objednala třetí plavidlo. Ta je nasadila ve falklandské válce.
Francouzská plavidla této třídy a třídy Flamant ve službě nahradí oceánské hlídkové lodě vyvinuté v programu Patrouilleurs Hauturiers (původně Patrouilleur Océanique).

## Stavba
Všech 20 jednotek této třídy postavila francouzská loděnice Arsenal de Lorient v Lorientu.
Jednotky třídy D'Estienne d'Orves:
| Jméno                                   | Uživatel  | Založení kýlu      | Spuštěna           | Vstup do služby   | Status |
| --------------------------------------- | --------- | ------------------ | ------------------ | ----------------- | --- |
| D'Estienne d'Orves (F781)               | Francie   | 1. září 1972       | 1. června 1973     | 10. září 1976     | Vyřazena 30. června 1999, od 26. června 2002 provozován Tureckým námořnictvem jako Beykoz (F503), aktivní. |
| Amyot d'Inville (F782)                  | Francie   | 2. července 1973   | 30. listopadu 1974 | 13. října 1976    | Vyřazena 30. července 1999, od 26. června 2002 provozován Tureckým námořnictvem jako Bartın (F504), aktivní. |
| Drogou (F783)                           | Francie   | 1. října 1973      | 30. listopadu 1974 | 30. září 1976     | Vyřazena 27. července 2000, od 25. července 2002 provozován Tureckým námořnictvem jako Bodrum (F501), vyřazen listopad 2022. |
| Détroyat (F784)                         | Francie   | 9. prosince 1974   | 31. ledna 1976     | 4. května 1977    | Vyřazena 25. července 1997. |
| Jean Moulin (F785)                      | Francie   | 15. ledna 1975     | 31. ledna 1976     | 11. května 1977   | Vyřazena 14. května 1999. |
| Quartier-Maître Anquetil (F786)         | Francie   | 1. srpna 1975      | 7. srpna 1976      | 15. června 1979   | Vyřazena 30. června 2000, od 25. července 2002 provozován Tureckým námořnictvem jako Bandırma (F502), aktivní. |
| Commandant de Pimodan (F787)            | Francie   | 1. září 1975       | 7. srpna 1976      | 20. května 1978   | Vyřazena 28. července 2000, od roku 2001 provozováno Tureckým námořnictvem jako Bozcaada (F500), aktivní. |
| Second-Maître Le Bihan (F788)           | Francie   | 1. listopadu 1976  | 13. srpna 1977     | 11. července 1979 | Vyřazena 26. června 2000, od 26. června 2002 provozován Tureckým námořnictvem jako Bafra (F505), aktivní. |
| Lieutenant de vaisseau Le Hénaff (F789) | Francie   | 21. března 1977    | 16. září 1978      | 13. února 1980    | Náhradní jednotka za fregatu Lieutenant de vaisseau Le Hénaff prodanou Jihoafrickou republikou, vyřazena 31. července 2020. |
| Lieutenant de vaisseau Lavallée (F790)  | Francie   | 11. listopadu 1977 | 29. května 1979    | 9. října 1980     | Vyřazena 2. července 2018. |
| Commandant l'Herminier (F791)           | Francie   | 29. května 1979    | 7. března 1981     | 19. ledna 1986    | Náhradní jednotka za fregatu Commandant l'Herminier prodanou Jihoafrickou republikou, vyřazena 2. července 2018. |
| Premier-Maître L'Her (F792)             | Francie   | 15. prosince 1978  | 28. června 1980    | 5. prosince 1981  | Vyřazena 1. července 2024. |
| Commandant Blaison (F793)               | Francie   | 15. listopadu 1979 | 7. března 1981     | 28. dubna 1982    | Aktivní. |
| Enseigne de vaisseau Jacoubet (F794)    | Francie   | 11. dubna 1979     | 26. září 1981      | 23. října 1982    | Aktivní. |
| Commandant Ducuing (F795)               | Francie   | 1. října 1980      | 26. září 1981      | 17. března 1983   | Aktivní. |
| Commandant Birot (F796)                 | Francie   | 23. března 1981    | 22. května 1982    | 14. března 1984   | Aktivní. |
| Commandant Bouan (F797)                 | Francie   | 12. října 1981     | 23. března 1983    | 31. října 1984    | Aktivní. |
| Drummond (P-31, ex P-1)                 | Argentina | 12. března 1976    | 5. března 1977     | 9. listopadu 1978 | Aktivní. Původně postavena pro francouzské námořnictvo jako Lieutenant de vaisseau Le Hénaff (F789), později koupena Jihoafrickou republikou jako SAS Good Hope, ale nikdy nedodána. Roku 1978 ji zakoupila Argentina jako Drummond (P-1). |
| Guerrico (P-32, ex P-2)                 | Argentina | 1. října 1976      | 13. září 1977      | 9. listopadu 1978 | Aktivní. Původně postavena pro francouzské námořnictvo jako Commandant l'Herminier (F791), později koupena Jihoafrickou republikou jako SAS Transvaal, ale nikdy nedodána. Roku 1978 ji zakoupila Argentina jako Guerrico (P-2).           |
| Granville (P-33, ex P-3)                | Argentina | 1. prosince 1978   | 28. června 1980    | 22. června 1981   | Vyřazena 30. srpna 2024. |

## Konstrukce

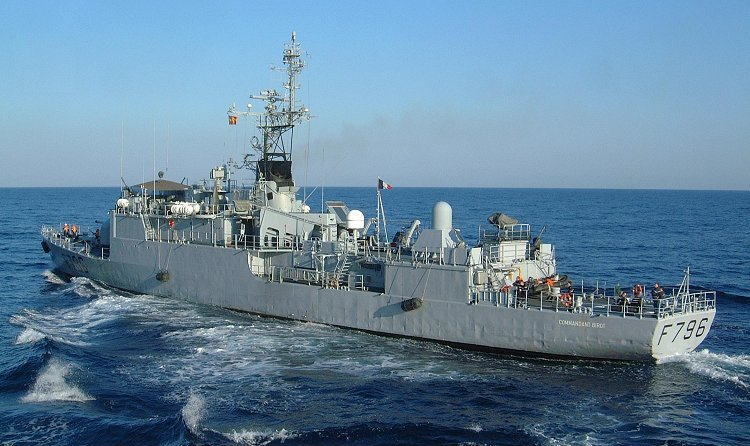
Commandant Birot (F796)

Elektroniku tvoří radary DRBN-32, DRBV-51A a DRBC-32E, sonar DUBA-25 a systém elektronického boje ARBR-16. Lodě mohou nést i výsadkový oddíl 18 mužů. V dělové věži na přídi je umístěn 100mm kanón Creusot-Loire o délce hlavně 55 ráží. Lehkou hlavňovou výzbroj tvoří dva 20mm kanóny a dva 12,7mm kulomety. Údernou výzbrojí jsou dva protilodní střely MM.38 Exocet (část dostala čtyři modernější MM.40 Exocet). Protiponorkovou výzbroj tvoří jeden šestihlavňový 375mm protiponorkový raketomet Bofors na zádi a čtyři pevné 550mm torpédomety se zásobou čtyř torpéd. Plavidla pohánějí dva diesely SEMT Pielstick 12PC2 V400 o celkovém výkonu 12 000 hp, pohánějící dva lodní šrouby. Maximální rychlost je 23,3 uzlu. Dosah je 4500 námořních mil při 15 uzlech.